# Weapon G
Weapon G（ウェポン・ジー）は、餓鬼レンジャーのベスト・アルバム（アルバムとしては通算6枚目）である。

## 概要
餓鬼レンジャーのデビュー15年目にして初のベスト・アルバムである。また、今作品を皮切りに餓鬼レンジャーの正式な活動再開とDJ High Switchの脱退が発表された。
アルバムの発売は2005年の『GO 4 BROKE』以来約8年ぶりであり、作品の発表は2010年に『Japanese Chin ~貝より犬より椅子になりたい~』を配信限定でリリースして以来約3年ぶり。
新曲2曲+これまでに発売したシングル・アルバムの中から厳選された19曲で構成されている。また、純粋に『ベスト・アルバム』としてではなく『新曲2曲＋ボーナストラック19曲』という触れ込みで発売された。
収録時間がCDの容量ギリギリの79分オーバーであり、2ndアルバム『DA-PONG』の76分を抜いてグループ最長記録となったため一部の曲がフェードアウト処理されたり、曲間のない事態が発生している。
歌詞カード内にはライナーノーツも収載され、高橋芳朗が解説を、高木晋一郎がプロフィールを担当している。
今アルバムのキャッチコピーは『祝15歳!思春期真っ盛り、餓鬼レンジャー!!復活、新起動!!!』。

## 収録曲
1. まずは空手チョップ（新曲）
「まずは空手チョップ」というタイトルはNANJAMAN feat.風林火山の曲「空手STYLE」の中での、風林火山のメンバー・F.U.T.O.のフレーズが元であり、そのフレーズがすごい好きでこの曲を制作したとポチョムキンが語っている。しかし、肝心のF.U.T.O.には直接許可を得ていないとも語っている。また、「怒り」を全面に表している曲になっているが、ポチョムキン曰くこの曲の自分のヴァースは昔、働いていた職場の上司に向けての怒りであると語っている[1]。
MVも制作されており、2013年5月8日18:00～5月9日18:00の24時間限定でビクターエンタテインメントオフィシャルサイト内にてフルヴァージョンで公開された（2013年7月現在はYouTube内にてショートヴァージョンで公開中）[2]。PVは全編リップシンクなし、全編超スロー、メンバー3人のうち2人は欠席、更にただ一人登場するポチョムキンはヤンキー役で登場し、ブランド「ガルフィー（GALFY）」をまとって突飛な役柄を演じるなど、他に類をみない内容となっている。
2. SHORT PANTS（新曲）
これまでの餓鬼レンジャーには見られなかった、明るくて爽やかな曲調に仕上がっている。メンバー曰く『RIP SLYMEみたいな曲を作ろう』『「楽園ベイベー」や「DA.YO.NE」みたいな曲を作ろう』『餓鬼レンジャーにはヒット曲と言われるものがないし、あれぐらいマスに受けるようなものを、我々も挑戦しないとダメなんじゃないか？』という思いから制作したと語っている。元々、「HOT PANTS」というタイトルであったが、今どき若い女性が「ホットパンツ」なんて言わないよと言われ、「SHORT PANTS」に変えたという経緯も語られている[1]。
1曲目同様、PVが制作されており、こちらはメンバー全員が出演している（2013年7月現在こちらもYouTube内にてショートヴァージョンで公開中）[3]。
3. GO FOR BROKE feat.NG HEAD
4thアルバム『GO 4 BROKE』収録曲。
4. MONKEY 4～G.P.REMIX～
3rdシングル『MONKEY 4』カップリング曲。
オリジナルではなく、G.P.のREMIXヴァージョン。
5. My Style Is The Best
1stシングル『火ノ粉ヲ散ラス昇龍』カップリング曲。
6. バンドワゴン
2ndアルバム『DA-PONG』収録曲。
2ndシングルのカップリング曲のアルバム・ヴァージョン。
7. You Are Shock Sure Shot
1stアルバム『UPPER JAM』収録曲。
8. リップ・サービス・モンスター
ミニアルバム『リップ・サービス』収録曲。
9. 火ノ国SKILL～モッコスFUNKヴァージョン～
インディーズシングル『火ノ国SKILL』収録曲。
10. ばってん lingo feat. KEN-1-RAW from VOLCANO POSSE
1stアルバム『UPPER JAM』収録曲。
11. ラップ・グラップラー餓鬼
2ndシングル。シングル・ヴァージョンがアルバムに収録されるのは初。
しかし、収録時間の都合上、最後がフェードアウトで終わっている。
12. 風詩 feat. 海, DISRUGRAT
2ndアルバム『DA-PONG』収録曲。
13. A Chorus 9 feat. DISRUGRAT, KEN-1-RAW, BOMBO44, AGENT ORANGE, 海, DARK EYEZ
2ndアルバム『DA-PONG』収録曲。
14. GETTIN' HI5 MIC feat . M.O.S.A.D.
1stアルバム『UPPER JAM』収録曲。
15. ラップおじいちゃん feat.AMIDA, KREVA
4thアルバム『GO 4 BROKE』収録曲。
16. クチコミ 5000
インディーズシングル『火ノ国SKILL』収録曲。
17. サタDEFナイツ
コンピレーションアルバム「RAP WARZ DONPACHI!」収録曲。
オリジナル・ヴァージョンがアルバムに収録されるのは初。
しかし、収録時間の都合上、最後がフェードアウトで終わっている。
18. LOVE LOVE LOVE feat. 446
1stアルバム『UPPER JAM』収録曲。
19. JET55〜Eagle,Shark,Panther〜
4thシングル。
20. 火ノ粉ヲ散ラス昇龍
1stシングル。
21. 東雲
1stシングル『火ノ粉ヲ散ラス昇龍』カップリング曲。アルバム初収録。